# Celtic Park
Celtic Park é um estádio de futebol localizado em Parkhead, área de Glasgow na Escócia. É o estádio do Celtic Football Club. O estádio é conhecido como Parkhead (devido à localização) e é chamado de 'Paradise' pela torcida.
É o maior estádio de futebol da Escócia, a segunda maior arena de esportes da Escócia, atrás do Murrayfield, e o segundo maior estádio de futebol do Reino Unido, atrás do Old Trafford.

## História
O Celtic Park original foi construído por vários voluntários em 1888. Seu jogo de inauguração foi um Old Firm, em 28 de Maio de 1888, que o Celtic ganhou por 5-2. Após 3 anos, o Celtic decidiu construir um novo estádio, depois do lucro anual do clube subir de £50 para £450. O novo estádio foi construído em um terreno do outro lado da rua do velho estádio, em 1892. Um jornalista que cobria a construção disse que parecia como uma "mudança de um cemitério para um paraíso", surgindo o apelido "Paradise". A arquibancada principal foi projetada por Archibald Leitch, o arquiteto que também projetou estádios para o Rangers, Heart of Midlothian, Sunderland e Everton, dentre outros.
Durante um tempo, o Celtic Park tinha uma pista de concreto ao redor do campo, usada para vários eventos, incluindo uma demonstração de motocicletas, em 1910. Em 1928 o estádio recebeu 12 competições automobilísticas, entre Abril e Julho. Um evento de demonstração foi realizado no intervalo de um Old Firm, em Maio. O Celtic Park recebeu a primeira competição realizada no Reino Unido para angariar fundos. Foi a Dirt Track Speedways, que arrecadou fundos para uma nova ambulância para a St Andrews Ambulance HQ.
O estádio já sofreu inúmeras reformas; em 1988, ano do centenário do Celtic, a parede de tijolos vermelhos no exterior da arquibancada principal foi adicionada e na década de 1990, reformas foram feitas para o estádio ficar de acordo com o Laudo de Taylor, um documento mostrando formas de melhorias para os estádios britânicos, diminuindo o número de acidentes e desastres em praças esportivas, como o do Estádio Hillsborough em 1989. Depois dessas reformas as arquibancadas fechavam o campo, todo o estádio era coberto e todos os espectadores podiam sentar. Em 1938 o Celtic Park recebeu o maior público de sua história, quando 92.000 pessoas assistiram a um 'Old Firm', o derby entre Celtic e Rangers. Durante a década de 1990, quando o estádio nacional, o Hampden Park, estava sob reforma, o Celtic Park recebeu algumas finais de copas escocesas, a mais recente sendo a final da Scottish Cup de 1998, e alguns jogos da Seleção da Escócia.

## Status Atual

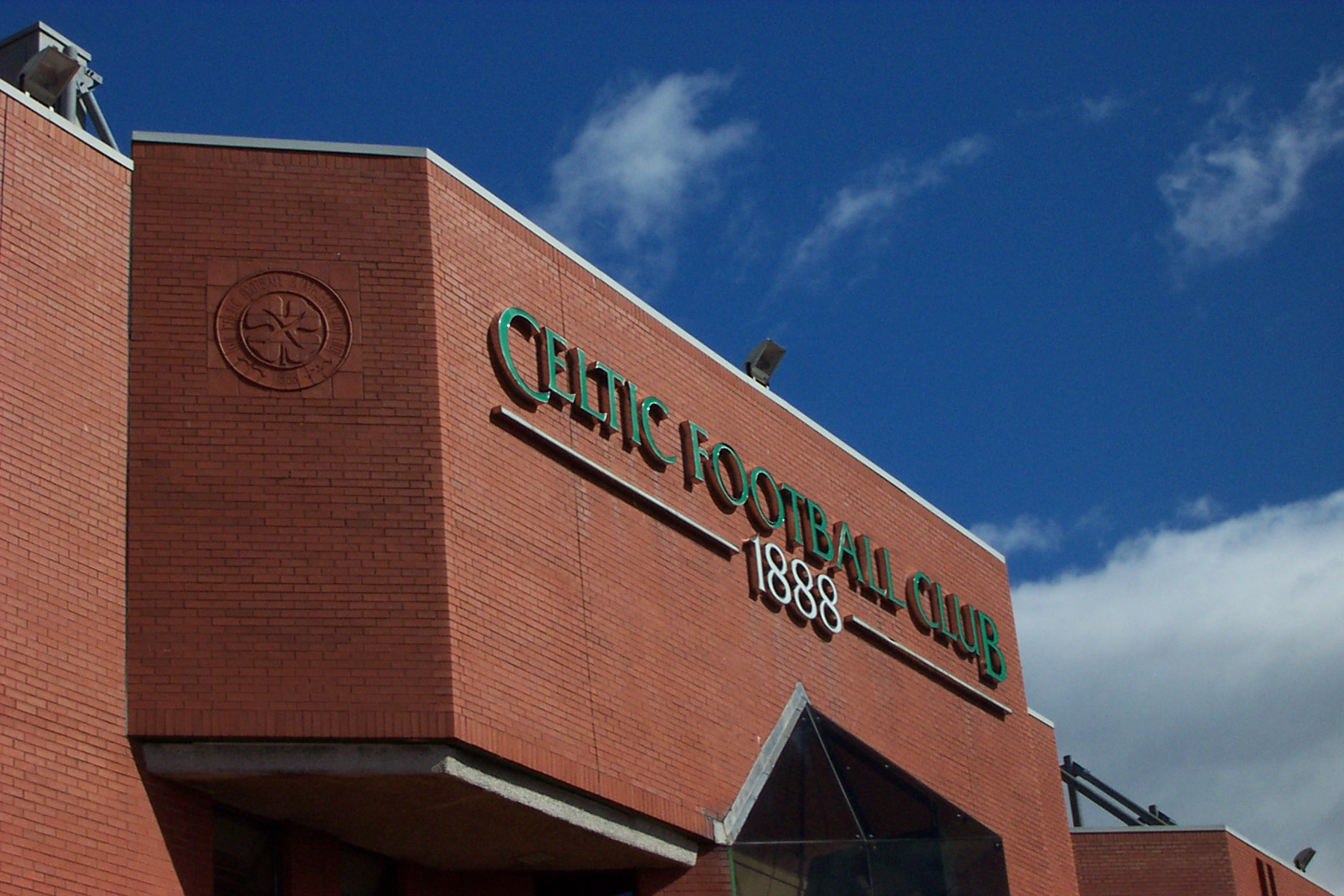
Detalhe na parede de revestimento da Main Stand

A arquibancada Jock Stein, com a capacidade de 13.006 pessoas, no oeste do estádio, é a tradicionalmente conhecida Celtic End. Torcedores visitantes são normalmente acomodados na arquibancada Lisbon Lions, conhecida como Rangers End, na parte leste do estádio.
A 'North Stand', no local do anexo conhecido como The Jungle ("A Selva"), pode acomodar 26.970 torcedores, e na Main Stand cabem 7.850 espectadores. A 'North Stand' sozinha, tem uma capacidade maior do que 10 dos estádios usados na Liga Escocesa de Futebol e, na temporada 2006/07, maior do que 5 dos usados na Liga Inglesa). A capacidade total do estádio é raramente atingida em partidas do Celtic por causa da necessidade de alguma distância entre os torcedores rivais.

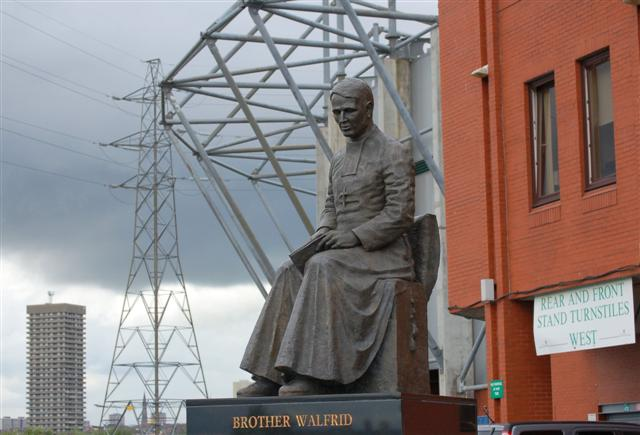
Escultura do Irmão Walfrid, fundador do Celtic, na entrada do Celtic Park

O estádio tem um formato quadragular, todo coberto e todos os espectadores assistem ao jogo sentados. Há dois telões no campo que, nos dias de jogos, mostram os melhores momentos e os replays. O Celtic Park ainda abriga o Celtic Museum. O estádio está localizado há cerca de 3 km do centro de Glasgow e à 37 minutos do CT de Lennoxtown.
Em 2002 o Celtic Park recebeu 59,9% de votos em uma pesquisa da BBC Radio 5 Life, para saber qual era a praça esportiva favorita do Reino Unido, vencendo o Millennium Stadium em Cardiff e o Lord's Cricket Ground em Londres.
Em 2004, o Celtic anunciou que estão sendo feitas melhorias que são "parte do plano de renovação do estádio em cinco anos e assegurará que nós continuemos no caminho para alcançar o status de Estádio 5-estrelas da UEFA".
Em 2008, o Celtic Park se tornou o primeiro estádio de um clube escocês à instalar placas de publicidade eletrônicas.

## Futuro

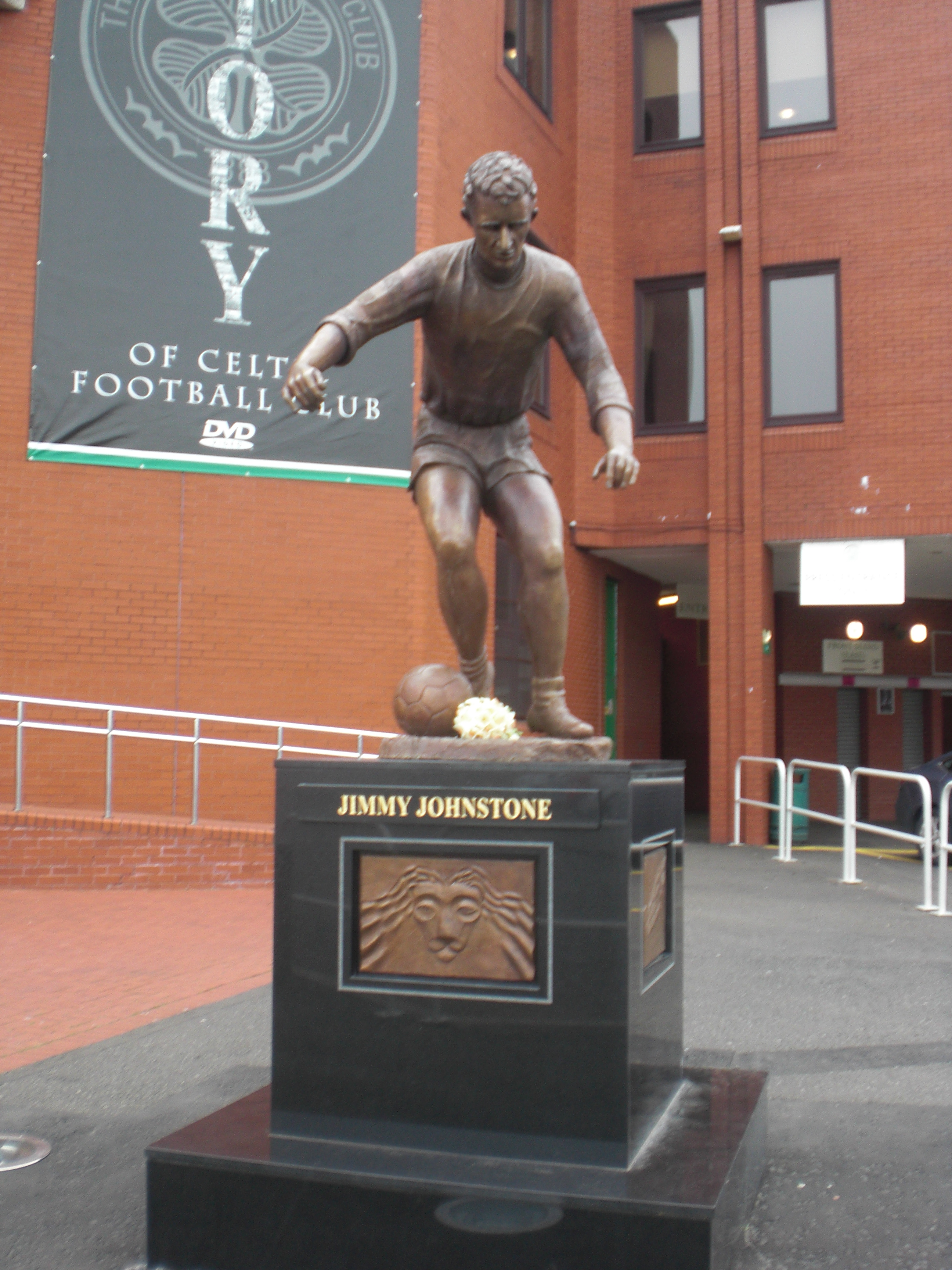
Escultura de Jimmy Johnstone.

O Celtic tem investigado a possibilidade de aumentar a capacidade do Celtic Park. Peter Lawell, o Chefe Executivo do clube, falou em Abril de 2007 que a Main Stand, arquibancada que não sofreu grandes alterações desde a construção do estádio em 1892, poderia ser remodelada para comportar mais 8.000 espectadores, mas no momento isto era considerado muito caro. Com essa possível reforma na Main Stand, a capacidade total do Celtic Park seria de 69.000 pessoas. Futuramente esta questão deve voltar à ser debatida, em visto dos rumores da ampliação da capacidade do Ibrox Stadium para 70.000 pessoas. Em 2014, o Celtic Park vai receber a cerimônia de abertura da 20ª edição dos Jogos da Commonwealth. Há também um projeto de uma nova estação de metrô no Celtic Park.